# Ronde van Lombardije 2014
De 108e editie van de wielerwedstrijd Ronde van Lombardije werd gehouden op 5 oktober 2014. De wedstrijd maakte deel uit van de UCI World Tour 2014. Daniel Martin was iedereen te vlug af in de laatste honderden meters. Titelverdediger was de Spanjaard Joaquim Rodríguez.

## Deelnemende ploegen
| 18 UCI World Tour-ploegen | 18 UCI World Tour-ploegen | 18 UCI World Tour-ploegen | 7 wildcards                |
| ------------------------- | ------------------------- | ------------------------- | -------------------------- |
| AG2R La Mondiale          | FDJ.fr                    | Movistar                  | Andr. Giocattoli-Venezuela |
| Astana                    | Garmin Sharp              | Omega Pharma-Quick-Step   | Bardiani CSF               |
| Belkin                    | Giant-Shimano             | Orica-GreenEdge           | Caja Rural-Seguros RGA     |
| BMC Racing Team           | Lampre-Merida             | Sky ProCycling            | Colombia                   |
| Cannondale                | Lotto-Belisol             | Tinkoff-Saxo              | IAM Cycling                |
| Europcar                  | Katjoesja                 | Trek Factory Racing       | Neri Sottoli               |
|                           |                           |                           | NetApp-Endura              |

## Rituitslag
| Plaats  | Naam                 | Ploeg                   | Tijd     |
| ------- | -------------------- | ----------------------- | -------- |
| Winnaar | Daniel Martin        | Garmin Sharp            | 6u25'33" |
| 2       | Alejandro Valverde   | Team Movistar           | + 1"     |
| 3       | Rui Costa            | Lampre-Merida           | z.t.     |
| 4       | Tim Wellens          | Lotto Belisol           | z.t.     |
| 5       | Samuel Sánchez       | BMC Racing Team         | z.t.     |
| 6       | Michael Albasini     | Orica GreenEDGE         | z.t.     |
| 7       | Philippe Gilbert     | BMC Racing Team         | z.t.     |
| 8       | Joaquim Rodríguez    | Team Katjoesja          | z.t.     |
| 9       | Fabio Aru            | Astana Pro Team         | z.t.     |
| 10      | Rinaldo Nocentini    | Astana Pro Team         | + 14"    |
| 11      | Romain Bardet        | AG2R La Mondiale        | z.t.     |
| 12      | Jelle Vanendert      | Lotto Belisol           | + 18"    |
| 13      | Aleksandr Kolobnev   | Team Katjoesja          | + 20"    |
| 14      | Thibaut Pinot        | FDJ.fr                  | + 25"    |
| 15      | Alessandro De Marchi | Cannondale              | z.t.     |
| 16      | Davide Villella      | Cannondale              | z.t.     |
| 17      | Wilco Kelderman      | Belkin-Pro Cycling Team | z.t.     |
| 18      | Tiago Machado        | Team NetApp-Endura      | z.t.     |
| 19      | Mauro Finetto        | Neri Sottoli            | z.t.     |
| 20      | Ivan Santaromita     | Orica GreenEDGE         | z.t.     |

1905 · 1906 · 1907 · 1908 · 1909 · 1910 · 1911 · 1912 · 1913 · 1914 · 1915 · 1916 · 1917 · 1918 · 1919 · 1920 · 1921 · 1922 · 1923 · 1924 · 1925 · 1926 · 1927 · 1928 · 1929 · 1930 · 1931 · 1932 · 1933 · 1934 · 1935 · 1936 · 1937 · 1938 · 1939 · 1940 · 1941 · 1942 · 1943 · 1944 · 1945 · 1946 · 1947 · 1948 · 1949 · 1950 · 1951 · 1952 · 1953 · 1954 · 1955 · 1956 · 1957 · 1958 · 1959 · 1960 · 1961 · 1962 · 1963 · 1964 · 1965 · 1966 · 1967 · 1968 · 1969 · 1970 · 1971 · 1972 · 1973 · 1974 · 1975 · 1976 · 1977 · 1978 · 1979 · 1980 · 1981 · 1982 · 1983 · 1984 · 1985 · 1986 · 1987 · 1988 · 1989 · 1990 · 1991 · 1992 · 1993 · 1994 · 1995 · 1996 · 1997 · 1998 · 1999 · 2000 · 2001 · 2002 · 2003 · 2004 · 2005 · 2006 · 2007 · 2008 · 2009 · 2010 · 2011 · 2012 · 2013 · 2014 · 2015 · 2016 · 2017 · 2018 · 2019 · 2020 · 2021 · 2022 · 2023 · 2024 · 2025
 Tour Down Under · 
 Parijs-Nice · 
 Tirreno-Adriatico · 
 Milaan-San Remo · 
 Ronde van Catalonië · 
 E3 Harelbeke · 
 Gent-Wevelgem · 
 Ronde van Vlaanderen · 
 Ronde van het Baskenland · 
 Parijs-Roubaix · 
 Amstel Gold Race · 
 Waalse Pijl · 
 Luik-Bastenaken-Luik · 
 Ronde van Romandië · 
 Ronde van Italië · 
 Critérium du Dauphiné · 
 Ronde van Zwitserland · 
 Ronde van Frankrijk · 
 Clásica San Sebastián · 
 Ronde van Polen · 
  Eneco Tour · 
 Ronde van Spanje · 
 Vattenfall Cyclassics · 
 GP Ouest France-Plouay · 
 Grote Prijs van Quebec · 
 Grote Prijs van Montreal · 
 UCI Ploegentijdrit · 
 Ronde van Lombardije · 
 Ronde van Peking